# Mirga Gražinytė-Tyla
Mirga Gražinytė-Tyla (rojena Mirga Gražinytė), litovska dirigentka, * 29. avgust 1986, Vilna, Litovska SSR, Sovjetska zveza.
Trenutno je glasbena direktorica Birminghamskega simfoničnega orkestra (CBSO).

## Življenjepis

### Zgodnja leta in šolanje
Mirga je bila rojena v Vilni, prestolnici takratne Litovske SSR, v Sovjetski zvezi. Njen oče, Romualdas Gražinis je zborovodja komornega zbora Aidija v Vilni. Njena mati, Sigutė Gražinienė je pianistka in pevka. Njena babica, Beata Vasiliauskaitė-Šmidtienė je bila violinistka. Njen stari stric je bil organist, njena stara teta pa skladateljica. Njena starejša sestra, Onutė Gražinytė je pianistka, ima pa še mlajšega brata, Adomasa Gražinisa.
V otroških letih je Gražinytė-Tyla prejela lekcije francoščine in slikanja, šolala pa se je na umetniški šoli National M. K. Čiurlionis v Vilni. Ko je bila stara 11 let, se je odločila, da si želi študirati glasbo.Tako je začela s šolanjem za zborovodjo. Sčasoma je prejela glasbeno izobrazbo brez igranja inštrumenta. Prvič se je kot zborovodja preizkusila, ko je bila stara 13 let. Nadaljevala je s študijem glasbe na Univerzi za glasbo in uprizoritvene umetnosti Gradec, kjer se je izobraževala tudi pri Johannesu Prinzu, diplomirala pa je leta 2007. Študij dirigiranja je nadaljevala na Glasbenem konservatoriju Felix Mendelssohn-Bartholdy v Leipzigu z Ulrichom Windfuhrom in na Glasbenem konservatoriju v Zürichu, kjer je med njenimi mentorji bil tudi Johannes Schlaefli. Gražinytė-Tyla je svoje umetniško ime ustvarila tako, da je svojem priimku dodala besedo 'Tyla', kar v litovščini pomeni 'tišina'.

### Kariera
Gražinytė-Tyla je v sezoni 2011-2012 postala druga kapelnica (Kapellmeisterin) gledališča Heidelberg. Leta 2012 je zmagala na dirigentskih tekmovanjih Nestlé in na tekmovanju mladih dirigentov v Salzburgu. Pred začetkom sezone 2013-2014 je postala prva kapelnica v Bernski operi. Pred sezono 2015-2016 je postala glasbena direktorica v Salzburger Landestheatru, s katerim je sklenila dvoletno pogodbo. Mesto glasbene direktorice Salzburger Landestheatra je zapustila po sezoni 2016-2017.
Delovala je tudi v ZDA. V sezoni 2012-2013 je bila Gražinytė-Tyla sodelavka Gustava Dudamela pri Los Angeleški filharmoniji. Julija 2014 je bila za dve leti imenovana za pomožno dirigentko orkestra. Avgusta 2015 jo je orkester imenoval za novo izredno dirigentko z začetkom v sezoni 2015-2016 do leta 2017.
Julija 2015 je Gražinytė-Tyla postala prva gostujoča dirigentka Birminghamskega simfoničnega orkestra (CBSO). Januarja 2016 je bila angažirana še za en koncert z Birminghamskim simfoničnim orkestrom. Februarja 2016 jo je CBSO imenoval za novo glasbeno direktorico za tri leta z začetkom od septembra 2016. Prvi koncert kot glasbena direktorica CBSO je odvodila 26. avgusta 2016 v Birminghamu, naslednji večer pa je prvič nastopila na koncertih The Proms. Gražinytė-Tyla je prva dirigentka, ki je bila imenovana za glasbeno direktorico CBSO. Maja 2018 je CBSO objavil podaljšanje pogodbe, s katero je Gražinytė-Tyla postala glasbena direktorica do sezone 2020-2021. Januarja 2021 je orkester objavil novico, da bo Gražinytė-Tyla na funkciji glasbene direktorice do konca sezone 2021-2022, potem pa bo postala glavna gostujoča dirigentka orkestra.
Februarja 2019 je Gražinytė-Tyla sklenila ekskluzivno dolgoročno snemalno pogodbo z založbo Deutsche Grammophon (DG). Tako je postala prva dirigentka, ki je kadarkoli sklenila ekskluzivno snemalno pogodobo z omenjeno založbo. Prvi posnetek za založbo je bil posnetek simfonij Mieczysława Weinberga z orkestrom CBSO. Oktobra 2020 je na podelitvi nagrad Gramophone osvojila nagrado za album leta. Njen drugi album za Deutsche Grammophon, The British Project, vsebuje glasbo Brittna in Waltona.

## Zasebno
Njen partner je prvi tolkalec v Heidelberškem simfoničnem orkestru. Skupaj imata dva sinova (prvi je rojen 26. avgusta 2018, drugi avgusta 2020). Družina ima v lasti prebivališče v Salzburgu.